# Bâtiment principal de l'Université Aalto
Le Bâtiment principal de l'Université Aalto (finnois : Teknillisen korkeakoulun päärakennus) est un bâtiment situé dans le quartier d'Otaniemi à Espoo en Finlande.

## Description
Conçu par Alvar Aalto  le bâtiment principal de l'Université Aalto est prêt en 1965.
Un agrandissement sera fait en 1975 pour accueillir un auditorium.
En 1969, on construit à proximité la bibliothèque centrale de l'Université Aalto.
Les bâtiments ont été classés par la   Direction des musées de Finlande parmi les   Sites culturels construits d'intérêt national.

## Galerie

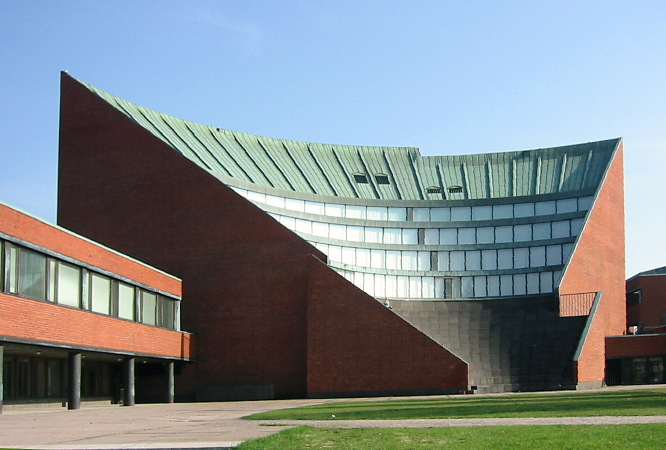
L'auditorium.
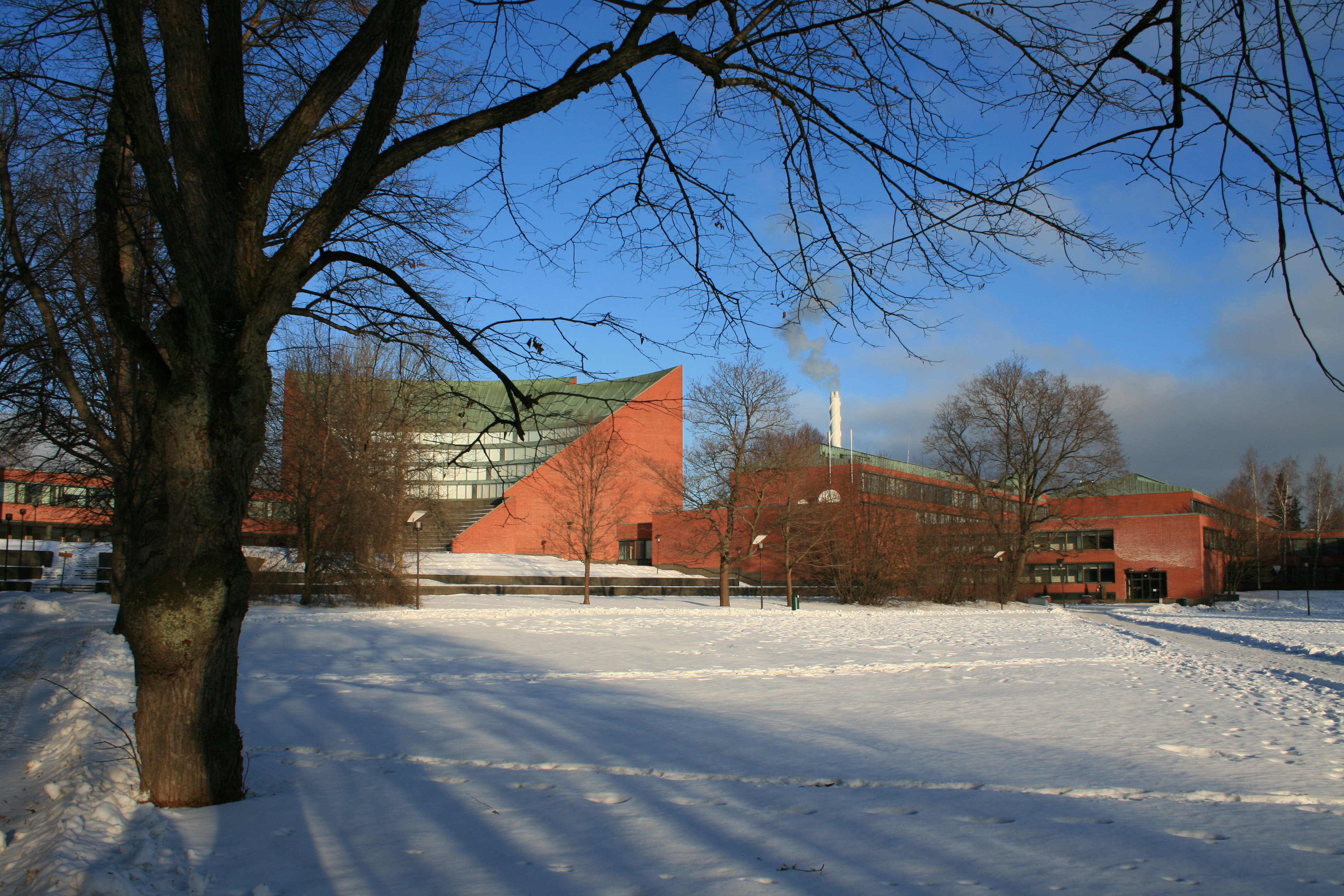
Le bâtiment principal.
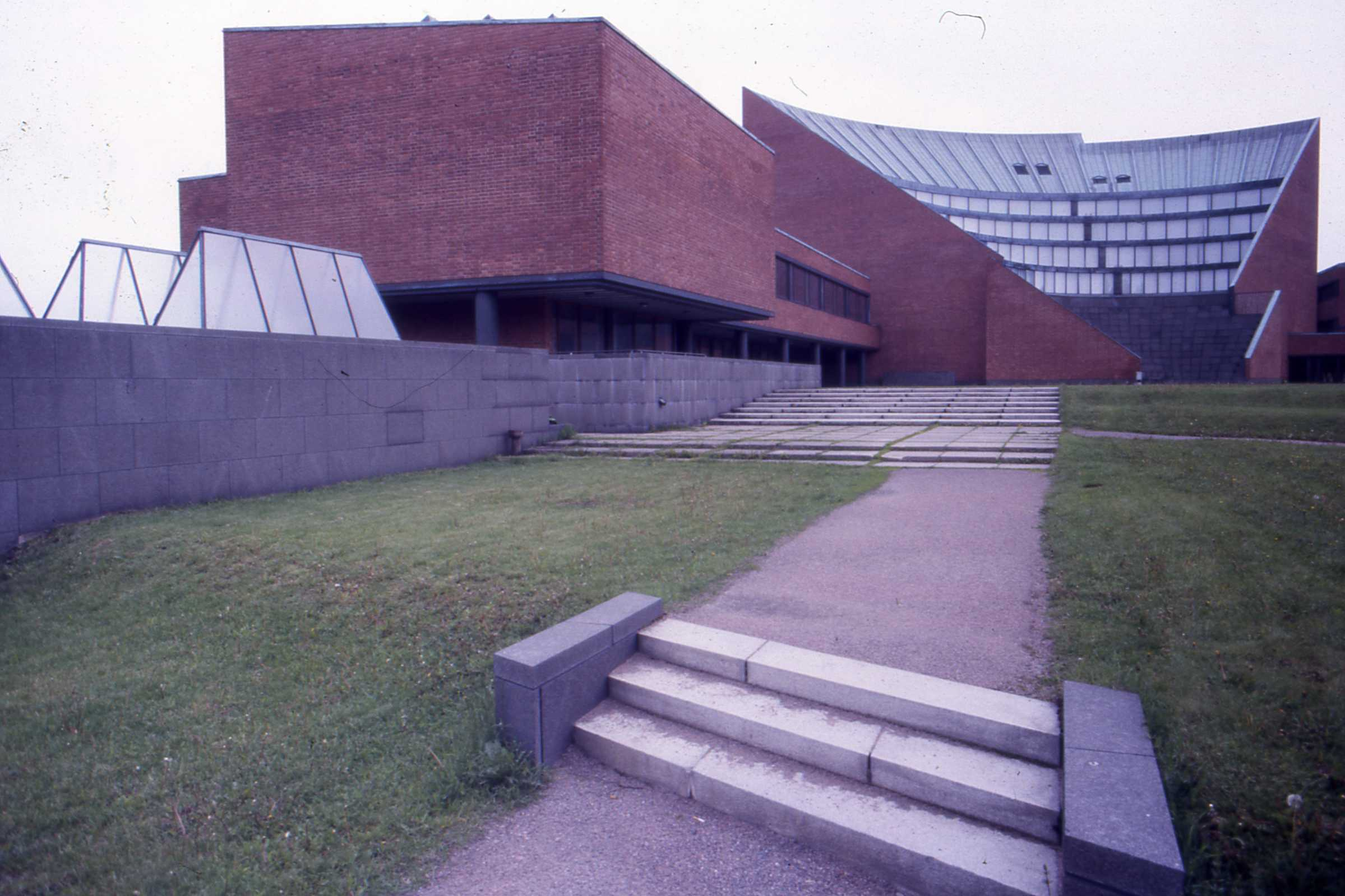
Le bâtiment principal.